# Northrop A-17
Die Northrop A-17 war ein einmotoriges, leichtes Bombenflugzeug in Tiefdecker-Auslegung, das während des Zweiten Weltkrieges eingesetzt werden sollte. Die Maschine veraltete jedoch schnell und nahm nicht mehr aktiv an Kampfhandlungen teil.

## Entwicklung
John Northrop entwickelte die A-17 aus seinem Modell Northrop Gamma. Der als Gamma 2C bezeichnete Prototyp wurde im August 1933 fertiggestellt und ging zur Erprobung an das Army Air Corps (USAAC). Die Maschine ging im Februar 1934 an Northrop zurück, wo etliche Modifikationen durchgeführt wurden. Am 28. Juni 1934 kaufte das USAAC das Flugzeug, das mit einem 735 PS leistenden Wright SR-1820F-2 ausgerüstet war und bezeichnete es als YA-13 (USAAC-Seriennr. 34-27). 
Nach einigen Tests wurde die YA-13 im Januar 1935 wieder an Northrop zurückgegeben, um die Vorwärtssicht des Piloten und die Flugleistungen zu verbessern. Es erfolgte entsprechend die Umrüstung auf ein leistungsstärkeres 950-PS-Triebwerk Pratt & Whitney R-1830-7 und die Umbenennung in XA-16. Der Erstflug fand im März 1935 statt. Die Maschine wurde jedoch als übermotorisiert angesehen, so dass nur dieses eine Exemplar gebaut wurde.
Der Prototyp für die A-17-Serienfertigung war die Gamma 2F, die von einem Pratt & Whitney R-1535-11 mit 750 PS Leistung angetrieben wurde und ein schmaleres, aber längeres Cockpit, sowie einen aerodynamisch besser ausgebildeten Rumpf erhielt. Die Erprobung bei der Army begann am 6. Oktober 1934. Nach weiteren Modifikationen, so wurde z. B. das halb einziehbare Fahrwerk durch ein festes ersetzt, lieferte Northrop die Maschine am 27. Juli 1935 als erste A-17 (35-51) an das USAAC. Der Auftrag zur Serienproduktion über zwei Millionen Dollar umfasste den Bau von 109 weiteren Flugzeugen. Die Auslieferung begann am 23. Dezember 1935 und wurde am 5. Januar 1937 abgeschlossen. 
Noch während die Produktion der A-17 lief, schlug Northrop eine Variante mit voll einziehbarem Fahrwerk vor, wie es an dem Versuchsflugzeug Gamma 2J bereits erprobt wurde. Das USAAC akzeptierte den Vorschlag und erteilte einen weiteren Auftrag über 100 A-17A (36-162 bis 36-261). Der Erstflug der A-17A erfolgte am 16. Juli 1936 und das erste Exemplar wurde am 12. August ausgeliefert. Ein zweiter Auftrag über 29 Maschinen (38-327 bis 38-355) wurde in der zweiten Hälfte des Jahres 1937 erteilt. Alle A-17A waren mit einem 825 PS leistenden R-1535-13 ausgerüstet.
Nachdem die Douglas Aircraft Company 1937 die Mehrzahl der Northrop'schen Anteile erworben hatte, übernahm sie auch die Produktion der A-17A, die 1939 endete. Allerdings sollen nur 93 der 129 georderten Maschinen ausgeliefert worden sein, die überdies schon nach 18 Monaten zurückgegeben wurden. Douglas gab 61 davon an die britischen Streitkräfte ab, die sie ihrerseits als Nomad Mk. I an Südafrika weiterleiteten. Die restlichen A-17A übernahm Frankreich. Überdies wurde bei Douglas die Produktion einer Model 8A betitelten Exportausführung aufgenommen, die nach Argentinien, in den Irak, in die Niederlande und nach Norwegen verkauft wurden. Die Royal Canadian Air Force erhielt im Oktober 1940 32 vormals beim USAAC eingesetzte A-17A, die in Canada ebenfalls als Nomad bezeichnet wurden. Sie wurden vorwiegend zur Schulung verwendet.
Im Jahr 1942 wurden nach dem Kriegseintritt der USA 31 von der norwegischen Regierung bestellte Model 8A-5 von der USAAF übernommen und unter der Bezeichnung A-33 als Schulflugzeuge eingesetzt.

## Technische Daten (A-17A)
| Kenngröße             | Daten                                                               |
| --------------------- | ------------------------------------------------------------------- |
| Besatzung             | 2                                                                   |
| Länge                 | 9,64 m                                                              |
| Spannweite            | 14,55 m                                                             |
| Höhe                  | 3,35 m                                                              |
| Flügelfläche          | 33,63 m²                                                            |
| Leermasse             | 2316 kg                                                             |
| max. Startmasse       | 3424 kg                                                             |
| Triebwerk             | 1 Pratt & Whitney R-1535-13 mit 615 kW (836 PS)                     |
| Höchstgeschwindigkeit | 355 km/h in 800 m Höhe                                              |
| Marschgeschwindigkeit | 273 km/h                                                            |
| Dienstgipfelhöhe      | 5900 m                                                              |
| Reichweite            | normal 850 km maximal 1175 km                                       |
| Bewaffnung            | vier starre 7,62-mm-MG ein bewegliches 7,62-mm-MG vier 45-kg-Bomben |